# David Como
David Como (ur. 1970) – amerykański historyk, specjalizujący się w dziejach Wysp Brytyjskich w okresie nowożytnym. 
W 1999 uzyskał doktorant na Princeton University. Od 2002 wykładowca na Stanford University.
Autor książki Blown by the Spirit: Puritanism and the Emergence of an Antinomian Underground in pre-Civil-War England (2004). Publikował też na łamach "Past and Present", "The Huntington Library Quarterly", "Journal of British Studies" i "Journal of Ecclesiastical History".